# Козлёнок, который считал до десяти
«Козлёнок, который считал до десяти» — советский короткометражный кукольный мультипликационный фильм о пользе арифметики, выпущенный объединением кукольной мультипликации студии «Союзмультфильм» в 1968 году. Экранизация одноимённой сказки норвежского писателя Альфа Прёйсена и один из лучших мультипликационных фильмов Владимира Дегтярёва, относящийся к ряду его познавательных фильмов, адресованных самым маленьким.

## Сюжет
Главный герой мультфильма — Козлёнок, научившийся считать до десяти и стремящийся применить своё умение на практике.
Гуляя по лесу, он начинает присваивать порядковые номера всем, кого встречает по пути: «…один — это я, два — это Телёнок, три — это Корова. Один, два, три!». Посчитанные на это неизменно обижаются, жалуются друг другу и хотят наказать Козлёнка за самоуправство. Обидно им просто потому, что непонятно — какой-то Козлёнок без разрешения и объяснений произвёл с ними непонятную процедуру, поставив их перед фактом.
Всё увеличивающаяся компания недовольных дружно бежит за Козлёнком, чтобы его побить (или вразумить на тему недопустимости посягательств на личную свободу граждан).
Козлёнок убегает, уверенный в своей правоте и своем праве, продолжая считать всех попадающихся на пути. Бежит он быстро, поэтому вновь посчитанный ничего не успевает понять. Это не страшно — бегущая следом толпа всякий раз приостанавливается, чтобы объяснить новообращённому, насколько сильно его обидели, оскорбили и унизили.
Спасаясь от преследователей, Козлёнок взбегает на парусник, стоящий у причала. Все устремляются за ним, перегруженный парусник сильно качается и вот-вот пойдёт ко дну. Все в панике, и тут капитан объявляет, что кораблик рассчитан на десятерых и кто-то срочно должен пересчитать пассажиров. Взоры присутствующих обращаются к Козлёнку, на этот раз не с осуждением, а с надеждой.
Козлёнок, не скрывая удовольствия от востребованности и исполнения своего долга, ещё раз всех пересчитывает, включая капитана корабля Гуся, корабельного кока Кота и себя, разумеется. Как только выясняется, что всех вместе ровно десять, качка волшебным образом прекращается и корабль перестаёт тонуть. Все испытывают к Козлёнку искреннюю благодарность, считая его своим спасителем.
Талант Козлёнка находит достойное применение: он становится контролёром. Работая на причале, он считает пассажиров, поднимающихся на борт парусника. А Телёнок, убедившись в пользе учения, записывается в школу.

## Психология
Ситуация «он и меня посчитал», описанная в сказке Альфа Прёйсена и её экранизации связана с психологическим феноменом оценивания, стрессом, который вызывает у индивида осознание ситуации, что он стал объектом чьей-то оценки. Ряд граждан испытывают чувства, схожие с переживаниями героев «Козлёнка» во время переписи населения.

## Съёмочная группа
- Автор сценария и режиссёр — Владимир Дегтярёв
- Художник — Анатолий Курицин
- Оператор — Владимир Сидоров
- Звукооператор — Георгий Мартынюк
- Композитор — Никита Богословский
- Мультипликаторы — Владимир Пузанов, Вячеслав Шилобреев, Кирилл Малянтович, Валерий Петров
- Куклы и декорации изготовили:
  - Павел Гусев
  - Владимир Аббакумов
  - Вера Калашникова
  - Лиллианна Лютинская
  - Семён Этлис
  - Фёдор Олейников
- Под руководством — Романа Гурова
- Монтаж — Вера Гокке
- Редактор — Наталья Абрамова
- Директор картины — Натан Битман
- Роли озвучивали:
  - Клара Румянова (Козлёнок),
  - Анатолий Папанов (Гусь),
  - Георгий Вицин (Конь),
  - Михаил Яншин (Бык),
  - Юлия Юльская (Корова, Телёнок, Свинья)
  - Николай Литвинов (текст от автора) (в титрах не указан)